# Persone di nome Jérémy
| Questa pagina contiene informazioni ricavate automaticamente dalle voci biografiche con l'ausilio del template Bio e di un bot. L'aggiornamento è periodico e automatico e ricostruisce completamente la pagina. Se manca una persona in questa lista, sei pregato di non aggiungerla, ma accertati piuttosto che la sua voce biografica contenga il template Bio e che i dati anagrafici siano correttamente compilati. Se il template Bio manca, inseriscilo tu stesso o, in alternativa, metti l'avviso {{tmp\|Bio}} che ne segnala la mancanza. Se i dati riportati sono sbagliati, correggi direttamente la voce biografica; le modifiche saranno visibili in questa lista entro pochi giorni. Per chiarimenti vedi il progetto antroponimi. La lista contiene solo le 53 persone che sono citate nell'enciclopedia e per le quali è stato implementato correttamente il template Bio. Pagina aggiornata al 16 ott 2024. |

Questa è una lista di persone presenti nell'enciclopedia che hanno il prenome Jérémy, suddivise per attività principale.

## Allenatori di calcio(2)
- Jérémy Clément, allenatore di calcio e ex calciatore francese (Béziers, n. 1984)
- Jérémy Moreau, allenatore di calcio e ex calciatore francese (Bourges, n. 1980)

## Arbitri di calcio(1)
- Jérémy Stinat, arbitro di calcio e ex calciatore francese (Chartres, n. 1978)

## Attori(1)
- Jérémy Kapone, attore e cantante francese (Douarnenez, n. 1990)

## Calciatori(32)
- Jérémy Berthod, ex calciatore francese (Tassin-la-Demi-Lune, n. 1984)
- Jérémy Blasco, calciatore francese (Bayonne, n. 1999)
- Jérémy Blayac, ex calciatore francese (Saint-Affrique, n. 1983)
- Jérémy Choplin, calciatore francese (Le Mans, n. 1985)
- Jérémy Cordoval, calciatore francese (Villeneuve-Saint-Georges, n. 1990)
- Jérémy Doku, calciatore belga (Anversa, n. 2002)
- Jérémy Faug-Porret, ex calciatore francese (Chambéry, n. 1987)
- Jérémy Frick, calciatore svizzero (Ginevra, n. 1993)
- Jérémy Gavanon, ex calciatore francese (Marsiglia, n. 1983)
- Jérémy Grimm, calciatore francese (Ostheim, n. 1987)
- Jérémy Guillemenot, calciatore svizzero (Ginevra, n. 1998)
- Jérémy Gélin, calciatore francese (Quimper, n. 1997)
- Jérémy Huyghebaert, calciatore belga (Mouscron, n. 1989)
- Jérémy Hélan, ex calciatore francese (Clichy, n. 1992)
- Jérémy Jacquet, calciatore francese (Bondy, n. 2005)
- Jérémy Le Douaron, calciatore francese (Ploufragan, n. 1998)
- Jérémy Livolant, calciatore francese (Morlaix, n. 1998)
- Jérémy Manière, ex calciatore svizzero (n. 1992)
- Jérémy Manzorro, calciatore francese (Villeurbanne, n. 1991)
- Jérémy Mathieu, ex calciatore francese (Luxeuil-les-Bains, n. 1983)
- Jérémy Mellot, calciatore francese (Clermont-Ferrand, n. 1994)
- Jérémy Morel, ex calciatore malgascio (Lorient, n. 1984)
- Jérémy Ménez, ex calciatore francese (Longjumeau, n. 1987)
- Jérémy Oyono, calciatore francese (Lilla, n. 2001)
- Jérémy Perbet, calciatore francese (Le Puy-en-Velay, n. 1984)
- Jérémy Pied, ex calciatore francese (Grenoble, n. 1989)
- Jérémy Sebas, calciatore francese (Sainte-Anne, n. 2003)
- Jérémy Serwy, calciatore belga (Liegi, n. 1991)
- Jérémy Taravel, ex calciatore francese (Vincennes, n. 1987)
- Jérémy Corinus, calciatore francese (Évry, n. 1997)
- Jérémy Toulalan, ex calciatore francese (Nantes, n. 1983)
- Jérémy Vachoux, calciatore francese (Thonon-les-Bains, n. 1994)

## Cantanti(1)
- Jérémy Chatelain, cantante francese (Créteil, n. 1984)

## Cestisti(3)
- Jérémy Jaunin, cestista svizzero (Ginevra, n. 1991)
- Jérémy Leloup, cestista francese (Le Mans, n. 1987)
- Jérémy Nzeulie, cestista francese (Choisy-le-Roi, n. 1991)

## Ciclisti su strada(4)
- Jérémy Cabot, ciclista su strada francese (Troyes, n. 1991)
- Jérémy Lecroq, ciclista su strada francese (Parigi, n. 1995)
- Jérémy Maison, ex ciclista su strada francese (Auxerre, n. 1993)
- Jérémy Roy, ex ciclista su strada e ciclocrossista francese (Tours, n. 1983)

## Dirigenti sportivi(1)
- Jérémy Sorbon, dirigente sportivo e ex calciatore francese (Caen, n. 1983)

## Giocatori di beach soccer(1)
- Jérémy Basquaise, giocatore di beach soccer francese (n. 1985)

## Nuotatori(2)
- Jérémy Desplanches, nuotatore svizzero (Ginevra, n. 1994)
- Jérémy Stravius, ex nuotatore francese (Abbeville, n. 1988)

## Pallavolisti(1)
- Jérémy Audric, pallavolista francese (Le Blanc-Mesnil, n. 1986)

## Piloti motociclistici(1)
- Jérémy Guarnoni, pilota motociclistico francese (Tolosa, n. 1993)

## Rapper(1)
- Laylow, rapper e cantante francese (Tolosa, n. 1993)

## Schermidori(1)
- Jérémy Cadot, schermidore francese (Lens, n. 1986)

## Tennisti(1)
- Jérémy Chardy, tennista e allenatore di tennis francese (Pau, n. 1987)